# Piper macapaense
Piper macapaense är en pepparväxtart som beskrevs av Truman George Yuncker. Piper macapaense ingår i släktet Piper och familjen pepparväxter. Inga underarter finns listade i Catalogue of Life.